# Wagoner Inlet
Das Wagoner Inlet ist eine vereiste Bucht im Norden der Thurston-Insel vor der Eights-Küste des westantarktischen Ellsworthlands. Sie liegt zwischen der Tinglof- und der Starr-Halbinsel.
Ihre Position wurde anhand von Luftaufnahmen der United States Navy vom Dezember 1946 bei der Operation Highjump (1946–1947) bestimmt. Das Advisory Committee on Antarctic Names benannte sie 1960 nach Charles Wagoner, Matrose an Bord des Eisbrechers USS Glacier bei der Forschungsfahrt der US Navy in die Bellingshausen-See im Februar 1960.